# Challenge mondial de course en montagne longue distance 2014
Navigation
2013 2015
Le Challenge mondial de course en montagne longue distance 2014 est une compétition de course en montagne qui s'est déroulée le 16 août 2014 à Manitou Springs aux États-Unis. Comme en 2010, c'est l'ascension de Pikes Peak qui accueille la compétition. Il s'agit de la onzième édition de l'épreuve.

## Résultats
L'Américain Andy Wacker prend les commandes de la course sur un rythme soutenu mais il craque à moins de deux kilomètres de l'arrivée, permettant à Azerya Teklay et Sage Canaday de revenir sur lui. Canaday s'impose devant l'Érytréen alors que Wacker accroche finalement la 3e marche du podium. Avec une forte équipe locale, les États-Unis remportent le classement par équipes devant l'Italie et l'Allemagne.
Chez les femmes, l'équipe américaine effectue un sans-faute en occupant les trois marches du podium. Allie McLaughlin remporte facilement la victoire devant ses compatriotes Morgan Arritola et Shannon Payne. Les États-Unis s'imposent sans conteste au classement par équipes devant l'Italie et la Slovénie.

### Individuel
| Rang               | Athlète         | Pays       | Temps           |
| ------------------ | --------------- | ---------- | --------------- |
| Médaille d'or      | Sage Canaday    | États-Unis | 2 h 10 min 3 s  |
| Médaille d'argent  | Azerya Teklay   | Érythrée   | 2 h 10 min 47 s |
| Médaille de bronze | Andy Wacker     | États-Unis | 2 h 11 min 39 s |
| 4                  | Eric Blake      | États-Unis | 2 h 12 min 15 s |
| 5                  | Joseph Gray     | États-Unis | 2 h 13 min 2 s  |
| 6                  | Tommaso Vaccina | Italie     | 2 h 13 min 59 s |
| 7                  | Jason Delaney   | États-Unis | 2 h 16 min 17 s |
| 8                  | Xavier Chevrier | Italie     | 2 h 17 min 8 s  |
| 9                  | Peter Maksimow  | États-Unis | 2 h 21 min 11 s |
| 10                 | Ionut Zinca     | Roumanie   | 2 h 21 min 19 s |

| Rang               | Athlète              | Pays             | Temps           |
| ------------------ | -------------------- | ---------------- | --------------- |
| Médaille d'or      | Allie McLaughlin     | États-Unis       | 2 h 33 min 42 s |
| Médaille d'argent  | Morgan Arritola      | États-Unis       | 2 h 35 min 39 s |
| Médaille de bronze | Shannon Payne        | États-Unis       | 2 h 40 min 28 s |
| 4                  | Mateja Kosovelj      | Slovénie         | 2 h 42 min 41 s |
| 5                  | Stevie Kremer        | États-Unis       | 2 h 43 min 16 s |
| 6                  | Brandy Erholtz       | États-Unis       | 2 h 47 min 46 s |
| 7                  | Anna Celińska        | Pologne          | 2 h 48 min 3 s  |
| 8                  | Anna Frost           | Nouvelle-Zélande | 2 h 49 min 40 s |
| 9                  | Catherine Bertone    | Italie           | 2 h 49 min 54 s |
| 10                 | Antonella Confortola | Italie           | 2 h 52 min 28 s |

### Équipes
| Rang               | Pays                                                 | Points          |
| ------------------ | ---------------------------------------------------- | --------------- |
| Médaille d'or      | États-Unis Sage Canaday Andy Wacker Eric Blake       | 6 h 33 min 58 s |
| Médaille d'argent  | Italie Tommaso Vaccina Xavier Chevrier Massimo Mei   | 6 h 55 min 36 s |
| Médaille de bronze | Allemagne Stefan Hubert Marco Sturm Christian Seiler | 7 h 13 min 11 s |

| Rang               | Pays                                                       | Points          |
| ------------------ | ---------------------------------------------------------- | --------------- |
| Médaille d'or      | États-Unis Allie McLaughlin Morgan Arritola Shannon Payne  | 7 h 49 min 49 s |
| Médaille d'argent  | Italie Catherine Bertone Antonella Confortola Ivana Iozzia | 8 h 36 min 48 s |
| Médaille de bronze | Slovénie Mateja Kosovelj Maja Peperko Urša Trobec          | 8 h 54 min 35 s |